# Darevskia dryada
Darevskia dryada este o specie de șopârle din genul Darevskia, familia Lacertidae, ordinul Squamata, descrisă de Ilya Sergeevich Darevsky și Tuniyev 1997. A fost clasificată de IUCN ca specie pe cale de dispariție (stare critică). Conform Catalogue of Life specia Darevskia dryada nu are subspecii cunoscute.